# Északnémet Szövetség
Az Északnémet Szövetség (németül: Norddeutscher Bund) Poroszország vezetésével (Otto von Bismarck) jött létre 1866-ban mint katonai szövetség, majd alakult egy évvel később alkotmányos szövetséggé. Miután a porosz–francia háborúban a poroszok győzedelmeskedtek, több délnémet állam is csatlakozott az Északnémet Szövetséghez, amely ezután Német Birodalom (Második Birodalom) néven vonult be a történelembe.

## Előtörténete
A Porosz Királyság a königgrätzi csatában legyőzte az osztrák és szász seregeket. Az osztrák császár az 1866. augusztus 23-án aláírt prágai békével elismerte a Német Szövetség feloszlását, a német területek újrarendezését porosz vezetéssel (Nassau annexiójával bezárólag). A tervezett észak-schleswigi népszavazásra soha nem került sor. Ausztria 40 millió porosz tallér háborús jóvátételt fizetett valamint lemondott Olaszország javára Veneto tartományról. Ezenkívül az osztrák vezetés egyedül maradván belátta a magyarokkal való kiegyezés elkerülhetetlenségét.

## Az Északnémet Szövetség megalakulása
1866. augusztus 18-án a Majnán túli észak-német hercegségek és a Hanza-városok Poroszország vezetésével (Augusztusi Szövetség) létrehozták az Északnémet Szövetséget, ekkor 15 tagállammal. Az Északnémet Szövetséghez tartozott Poroszország Majnától délre fekvő területe, a Württemberg és Baden közé beékelődött Hohenzollern-tartomány. A katonai szövetség egy évvel később, 1867-ben vált a szerződő partnerek egyetértésével alkotmányos szövetséggé, azaz szövetségi állammá. Az alkotmány szövegét Bismarck fogalmazta és figyelt arra, hogy a szöveg elég homályos maradjon abban a tekintetben, hogy az új szövetség egységes állam illetve államszövetség-e.
Bajorország, Württemberg, Baden, valamint a Hesseni Nagyhercegség a Délnémet Szövetségbe (Süddeutscher Bund) tömörültek, de ennek sem különösebb politikai súlya sem gyakorlati jelentősége nem volt. Hessen-Darmstadt, valamint a Majnától északra fekvő területei, Felső-Hessen (Oberhessen) részben az Északnémet Szövetség tagjai lettek. Ausztria, Luxemburg és Liechtenstein, amelyek előzőleg a Német Szövetség tagjai voltak, nem csatlakoztak egyik szövetséghez sem. Poroszország ekkor még nem törekedett befolyásának kiterjesztésére a Majnán túli délnémet államokra, mivel egy ilyen lépés provokálta volna Franciaországot. Ezt Bismarck ekkor még el akarta kerülni.
Bár sem a Badeni Nagyhercegség, sem a Bajor Királyság, sem a Württembergi Királyság 1867-ben nem lett az Északnémet szövetség tagja, de 1870-ben szövetkeztek vele Franciaország ellen és a porosz-francia háború után 1871. január 18-án beléptek a szövetségbe, amelyet átkereszteltek Német Birodalommá. A porosz király lett a császár, alkotmánya az 1867-es maradt.

## A porosz-francia háború
Franciaország árgus szemekkel figyelte a történéseket és tartott az európai porosz hegemóniától. Az új spanyol király ezért nem lehetett a Hohenzollern-házból származó herceg, – mint ezt a spanyolok felvetették – és felszólította Poroszországot, hogy a herceg lépjen vissza. A herceg lemondott a trónról, de Franciaország ezután azt is kikötötte, hogy I. Vilmos nyilvánosan jelentse ki, a herceg a jövőben sem lesz spanyol trónkövetelő. A francia követeléseket I. Vilmos - aki éppen Bad Emsben töltötte szabadságát – 1870. július 13-án visszautasította. Az esetről az elhíresült emsi táviratban tájékoztatták Bismarckot, aki olyan stílusú sajtóközleményt adott ki, mintha a porosz uralkodó durván megalázta volna az elfogadhatatlan követelésekkel előálló francia követet. A hír nemzeti felháborodást váltott ki Franciaországban, aki erre 1870. július 19-én hadat üzent Poroszországnak. A háborúban a délnémet államok – Ausztria kivételével – csatlakoztak az Északnémet Szövetséghez. Az egységes német haderő Metznél és Sedannál legyőzte a francia csapatokat.

## A Német Birodalom létrejötte
A délnémet államok csatlakozásával a szövetséghez jogi értelemben nem jött létre új állam. Az Északnémet Szövetség az alkotmány némi megváltoztatása után Német Birodalom néven működött tovább. A Német Birodalom így nem az Északnémet Szövetség jogutódja, hanem nemzetközi jogi értelemben azzal azonos.